# Saint-Rambert-d'Albon
Saint-Rambert-d'Albon è un comune francese di 5 747 abitanti situato nel dipartimento della Drôme della regione dell'Alvernia-Rodano-Alpi.

## Società

### Evoluzione demografica
Abitanti censiti